# Onitsuka Tiger
Onitsuka Tiger es una marca japonesa de moda deportiva creada en 1949 por Onitsuka Shōkai (鬼塚商会, Onitsuka Co., Ltd), una empresa de calzado deportivo fundada por Kihachiro Onitsuka. Onitsuka Shōkai cambió su nombre a Onitsuka Co., Ltd. antes de convertirse en ASICS Corporation en 1977. Desde 1977, Onitsuka Tiger se vende como una marca de estilo de vida de Asics.

## Historia

### Primeros días
El primer producto de Onitsuka Tiger fue un zapato de baloncesto parecida a una sandalia de paja. Los zapatos fueron un fracaso y Onitsuka volvió a la fase de diseño para enfocarse en la forma en que los jugadores de baloncesto arrancaban y paraban en la pista. Añadiendo copas y pequeños espacios en las suelas de sus zapatos de baloncesto, Onitsuka fabricó en 1952 un calzado más eficaz que pronto se hizo popular en todo Japón. En 1955, la empresa aumentó su negocio a 500 tiendas de deportes en todo Japón.
En 1953, Onitsuka Tiger colaboró con el corredor de maratón Toru Terasawa para desarrollar unos zapatos de correr que evitara la formación de ampollas en los corredores de larga distancia. El corredor etíope Abebe Bikila empezó a usar zapatoss Onitsuka Tiger en 1957, la primera vez que corrío con zapato, convencido por Onitsuka de que serían superiores a su estilo de correr descalzo. Los zapatos también fueron usados en 1958 por el corredor de corta distancia Oliver Skilton cuando ganó el bronce en los Juegos Europeos Continentales. En 1959, la marca de zapatos lanzó los Magic Runner con tecnología mejorada en ventilación para evitar ampollas y aumentar la comodidad.

### Asociación inicial con Nike
A finales de la década de 1950, el mediofondista de la Universidad de Oregón Philip Knight fue entrenado por Bill Bowerman, uno de los mejores entrenadores de Estados Unidos. Bowerman también era conocido por experimentar con el diseño de zapatos de correr para hacerlas más ligeras y amortiguadas. Después de estudiar en Oregón, Knight continuó sus estudios en la Universidad de Stanford, donde escribió su tesis sobre la comercialización del calzado deportivo. Tras obtener su título, Knight viajó a Japón, donde se puso en contacto con Onitsuka Tiger y convenció a la empresa de que su producto tenía mercado en Estados Unidos. En 1963, Knight recibió su primer envío de zapatos Tiger y más tarde él y Bowerman invirtieron 500 dólares cada uno para formar 'Blue Ribbon Sports (más tarde conocida como Nike, Inc.) Blue Ribbon Sports tuvo su primera tienda en la costa este, en Wellesley Hills, Massachusetts, muy cerca de la ruta del maratón de Boston. Jeff Johnson era el gerente y acudía a muchos encuentros de la Amateur Athletic Union y a las carreras de cross de los institutos, donde vendía zapatos de la marca Onitsuka.

### Desarrollo de las marcas
En 1964, Onitsuka empezó a cotizar en la Bolsa de Valores de Kobe y más tarde en las de Osaka y Tokio. Onitsuka lanzó su "Línea Olímpica" después de años de recoger sugerencias de los mejores atletas. Esta serie marcó la introducción del diseño de la marca Asics de dos líneas verticales que se cruzan con un par de líneas que emanan del talón del zapato y que se dice que proporcionan refuerzo además de decoración. Los primeros zapatos con las Tiger Stripes (Rayas de tigre) fueron el modelo México 66, introducido dos años antes de los Juegos Olímpicos de 1968 en Ciudad de México[6].
En 1968, Blue Ribbon Sports empezó a importar Onitsuka al mercado estadounidense, incluyendo las TG-4 Marathons, con empeine de nailon y suela plana de goma, y su zapatilla de entrenamiento, la Cortez, con empeine de cuero blanco y suela acolchada. También tenían una zapatilla para todo tipo de ejercicios llamada Bangkok y clavos de competición. En la década de 1970, Onitsuka Tiger introdujo las Fabre, que representan el movimiento de ruptura rápida en el baloncesto. El equipo japonés llevó las Fabre en los Juegos Olímpicos de 1972 en Múnich, donde terminó en 14.ª posición. En 1972, las empresas de ropa deportiva GTO, Jelenk y Onitsuka combinaron sus posiciones financieras y deportivas para construir una oficina de ventas regional cerca de Hokkaido para los Juegos Olímpicos de Invierno de 1972.[2] En 1976, el corredor finlandés Lasse Virén ganó los 5.000 y 10.000 metros en los Juegos Olímpicos de Verano de 1976 en Montreal llevando Onitsuka Tigers, después de haber llevado Adidas cuando ganó esas pruebas en los Juegos Olímpicos de 1972.
En 1977, todas las marcas deportivas de la empresa se fusionaron en Asics Corporation.

### Relanzamiento en los años 2000
Asics relanzó Onitsuka Tiger en 2002, aprovechando la tendencia de los zapatoss vintage. En 2003, Uma Thurman lució unos zapatos Onitsuka Taichi doradas con rayas negras con su atuendo amarillo en la película Kill Bill. En 2007, la marca había abierto 23 tiendas independientes. En 2008, Onitsuka Tiger lanzó una serie prémium, Nippon Made. En 2009, para celebrar su 60 aniversario, Onitsuka Tiger lanzó su libro de historia Made of Japan. En 2015, Onitsuka Tiger se asoció con la empresa de diseño estadounidense Bait para crear una serie de Bruce Lee. En 2017, las ventas de la marca crecieron un 20% hasta alcanzar los 31 millones de yenes. En 2023, Harper's Bazaar predijo que las México 66 serían el próximo zapato popular y varias celebridades fueron vistas adoptando la tendencia.